# ژو چائو
ژو چائو (انگلیسی: Zhou Chao؛ زادهٔ ۱۲ ژانویهٔ ۱۹۸۷)  جودوکار زن اهل چین است. وی در بازی‌های المپیک تابستانی ۲۰۱۶ شرکت کرده‌است.